# Notodonta rothschildi
Notodonta rothschildi är en fjärilsart som beskrevs av Alfred Ernest Wileman 1916. Notodonta rothschildi ingår i släktet Notodonta och familjen tandspinnare. Inga underarter finns listade i Catalogue of Life.